# Lindolfo Collor
Lindolfo Collor är en kommun i Brasilien.   Den ligger i delstaten Rio Grande do Sul, i den södra delen av landet, 1 600 km söder om huvudstaden Brasília. Antalet invånare är 5 229. Arean är 33 kvadratkilometer.
Terrängen i Lindolfo Collor är platt norrut, men söderut är den kuperad.
Runt Lindolfo Collor är det i huvudsak tätbebyggt. Runt Lindolfo Collor är det tätbefolkat, med 790 invånare per kvadratkilometer.